# Burg Neu-Thierstein
Die Burg Neu-Thierstein, auch als Schloss Thierstein bezeichnet, ist die Ruine einer Spornburg zwischen Büsserach und Erschwil im Bezirk Thierstein, Kanton Solothurn, Schweiz. Sie gilt als Wahrzeichen des Lüsseltals und des Schwarzbubenlands. Die Burg steht auf einem Felssporn auf dem Boden der Gemeinde Büsserach.

## Geschichte
Die Burg wurde um 1100 durch die Grafen von Saugern-Pfeffingen als Kastvogteisitz zusammen mit dem Kloster Beinwil gegründet und trug anfänglich den Namen Bello. Nach der schriftlichen Überlieferung ging man früher von einer Entstehung um 1180/1190 aus, als Graf Rudolf von Thierstein das Erbe der Grafen von Saugern im mittleren und unteren Birstal antrat. Jedenfalls übernahmen die Grafen von Thierstein die Burg zusammen mit der Kastvogtei. Um 1294/95 entstand ein Neubau.
Die Grafen von Thierstein teilten sich nach 1350 in zwei Linien, wobei eine die Farnsburg, die andere Pfeffingen übernahm. Neu-Thierstein fiel an die Pfeffinger, die meistens auf Pfeffingen lebten und Neu-Thierstein (der Name Thierstein ist 1400 belegt) mehrfach verpfändeten. Die Solothurner besetzten Neu-Thierstein 1445 nach der Schlacht bei St. Jakob, 1467 und im Schwabenkrieg 1499. Nachdem mit dem Tod Heinrichs die Grafen von Thierstein ausgestorben waren, erwarben sie 1522 die Burg.
Neu-Thierstein war von da an Sitz der solothurnischen Vogtei Thierstein. Nach dem Ausruf der Helvetischen Republik 1798 wurde die Burg zum Abbruch versteigert, jedoch im 19. Jahrhundert durch Private vor weiterer Zerstörung bewahrt. Seit 1894 befand sie sich im Besitz der Sektion Basel des SAC, der darin ein Clubhaus einrichtete. 1985 wurden Bauuntersuchungen und Sondierungen vorgenommen.

## Sanierung
Am 2. März 1997 stürzte ein Teil der Ruine überraschend ein, wobei die Passwangstrasse von rund 20 m3 Gestein verschüttet wurde. Nach dem Einsturz kaufte die Gemeinde Büsserach dem SAC die Ruine für 25'000 Schweizer Franken ab. Die eingestürzte Südwestecke wurde danach in Beton neu aufgebaut. Insgesamt beliefen sich die Sanierungskosten auf gut 2 Millionen Franken, woran sich die Eidgenossenschaft und der Kanton Solothurn mit 884'000 Fr. beteiligten. Ein Anteil von 330'000 Fr. konnte durch Spenden abgedeckt werden.

## Bilder

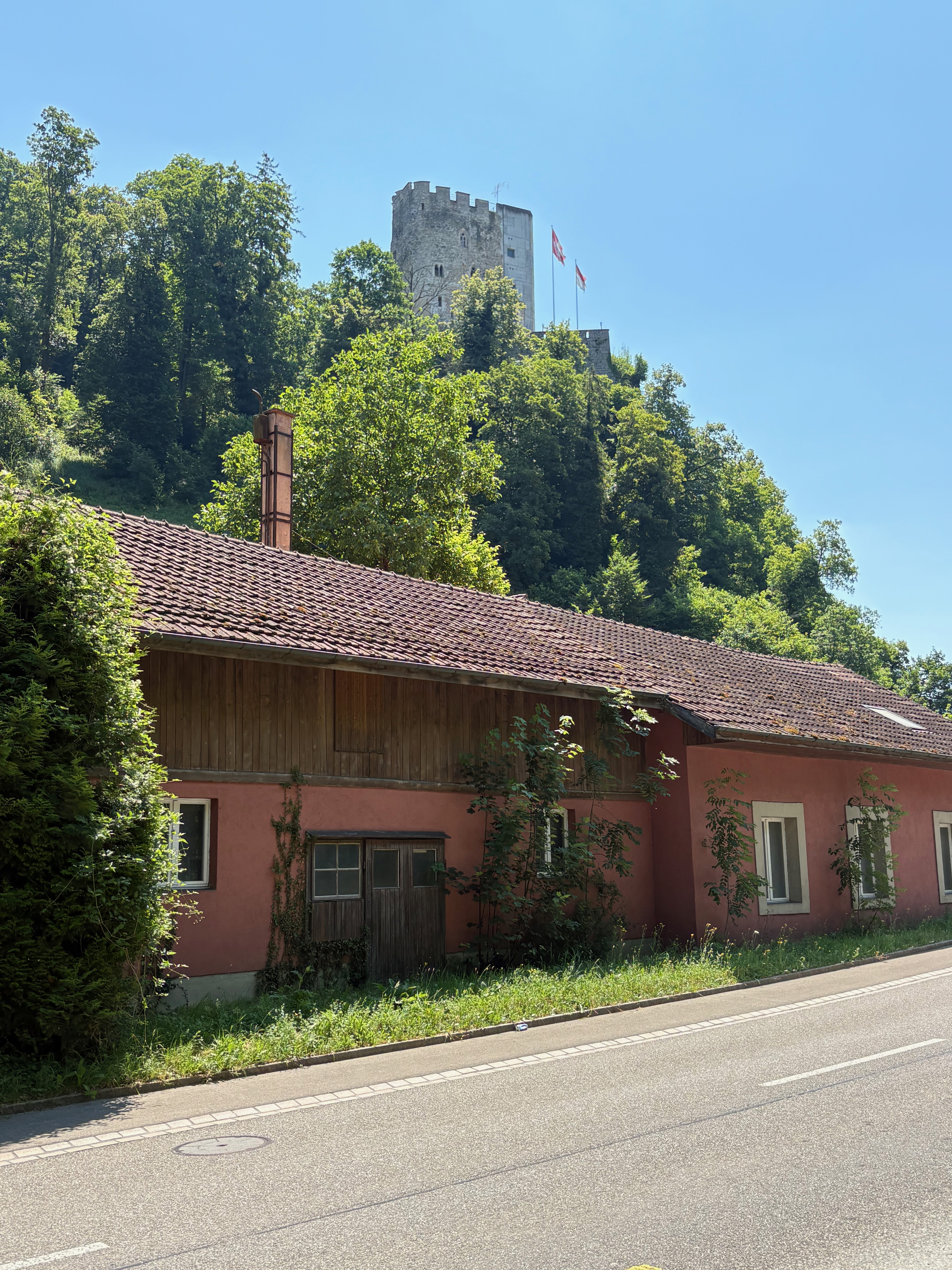
Von Norden
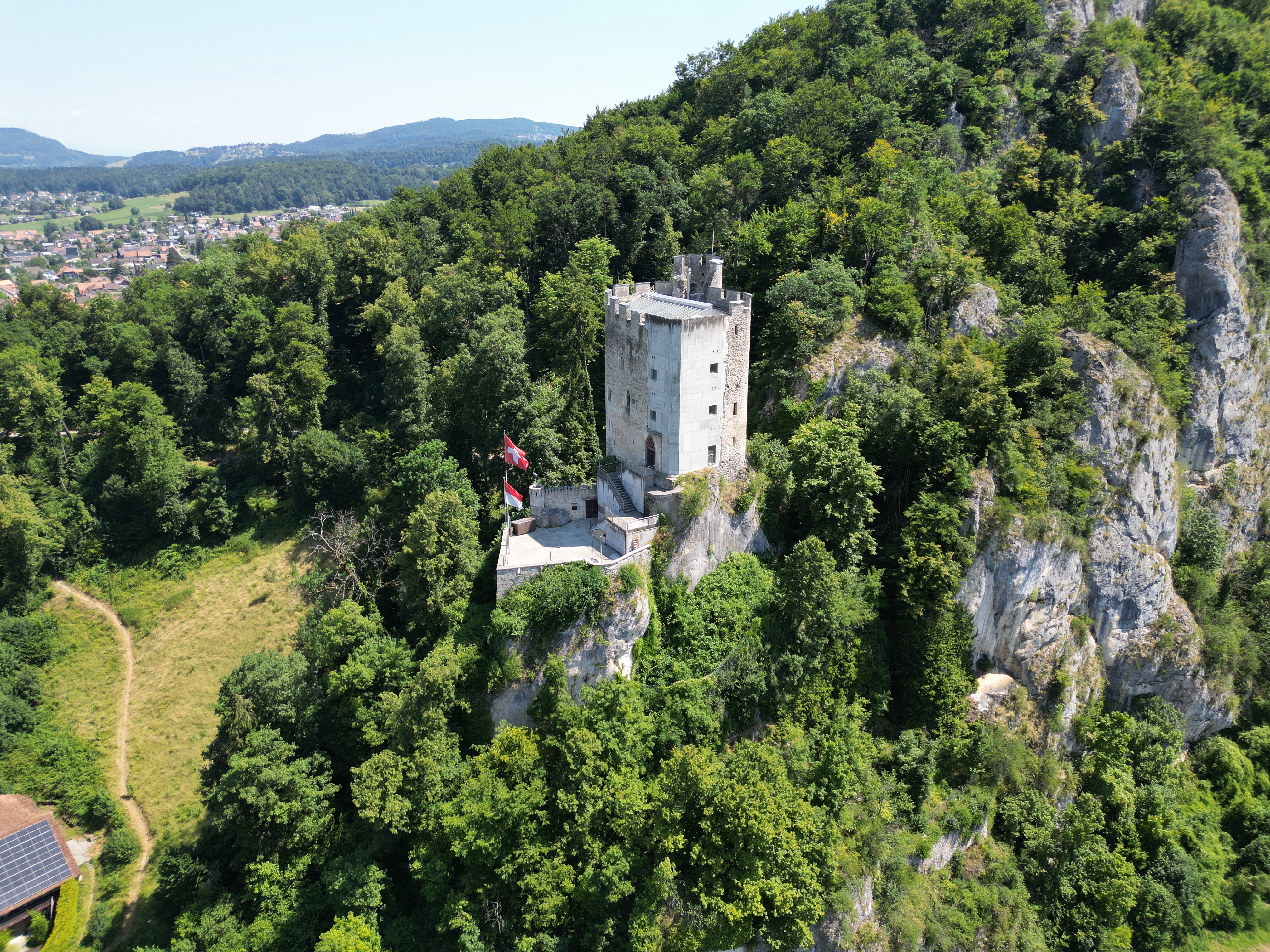
Von Osten
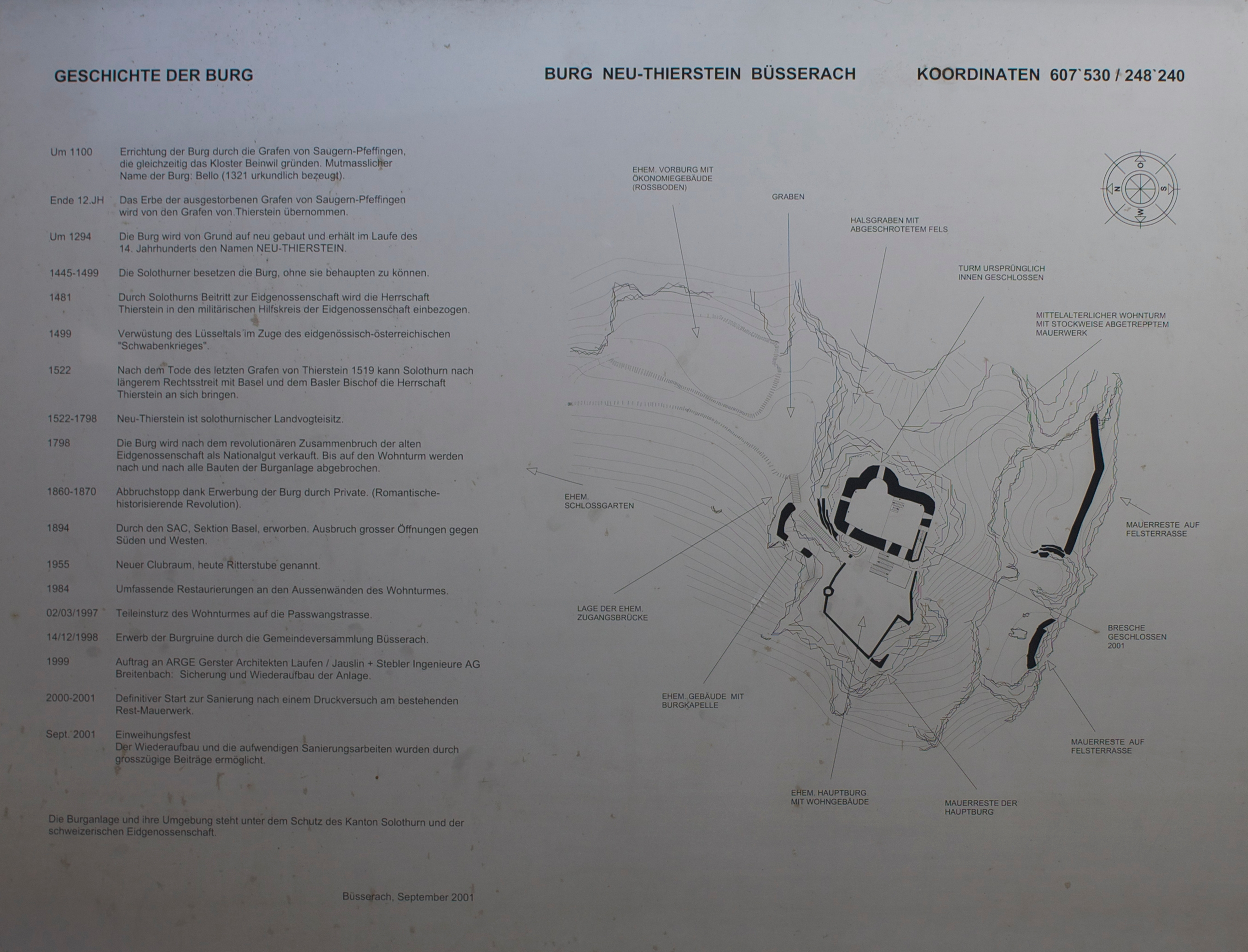
Informationstafel mit Grundriss